# Бой в Волчьем ущелье
Бой в Волчьем ущелье или Катастрофа в Волчьем ущелье (исп. Desastre del Barranco del Lobo) — поражение испанских войск во время Второй Мелильской кампании.
В 1909 году Испания ввязалась в колониальную войну на севере Марокко. Несмотря на то, что театр военных действий ограничивался ничтожным клочком территории в непосредственной близости от Мелильи, испанцам пришлось ввести в дело далеко не малые силы. После ряда неудач пришлось посылать все новые и новые подкрепления, и к концу 1909 года численность действующих здесь войск была доведена до 46 тысяч солдат и 1768 офицеров. Тем не менее операции шли неудачно, и войска несли большие потери.
В ночь на 27 мая 1909 года около 300 метров железнодорожных путей, ведущих к свинцовым шахтам, были разобраны и повреждены племенами риффов. 27 июня испанский генерал Хосе Марина Вега выслал две колонны: одну для защиты тех, кто ремонтировал пути, а другую, возглавляемую Гильермо Пинтосом, чтобы не дать риффам выйти из своих близлежащих долин.
Пинтос двинулся к подножию горного хребта Гуругу. В середине дня его колонна достигла пересеченной местности с глубокими ущельями. Риффы начали обстреливать колонну, которая, создав плотный строй, начала нести большие потери. Когда испанцы приближались к Волчьему ущелью, Пинтос разделил колонну на две части. Правой колонне удалось достичь холма справа от ущелья. Левую колонну Пинтос повёл непосредственно к ущелью. Там он был убит снайперским выстрелом, когда отдыхал на камне. Проникшая в ущелье колонна подверглась шквальному огню сверху и с флангов. Большинство офицеров были убиты, и солдаты в беспорядке отступили, оставив много убитых и раненых, а также мулов с боеприпасами.
В этом бою испанцы потеряли 153 человека убитыми и 500 ранеными. Поражение имело парадоксальный эффект: мобилизовало поддержку военных действий в Испании среди среднего и высшего классов. Возмущение по поводу потерь испанцев усилило их предубеждение в отношении риффов.